# Georg Carl Amdrup

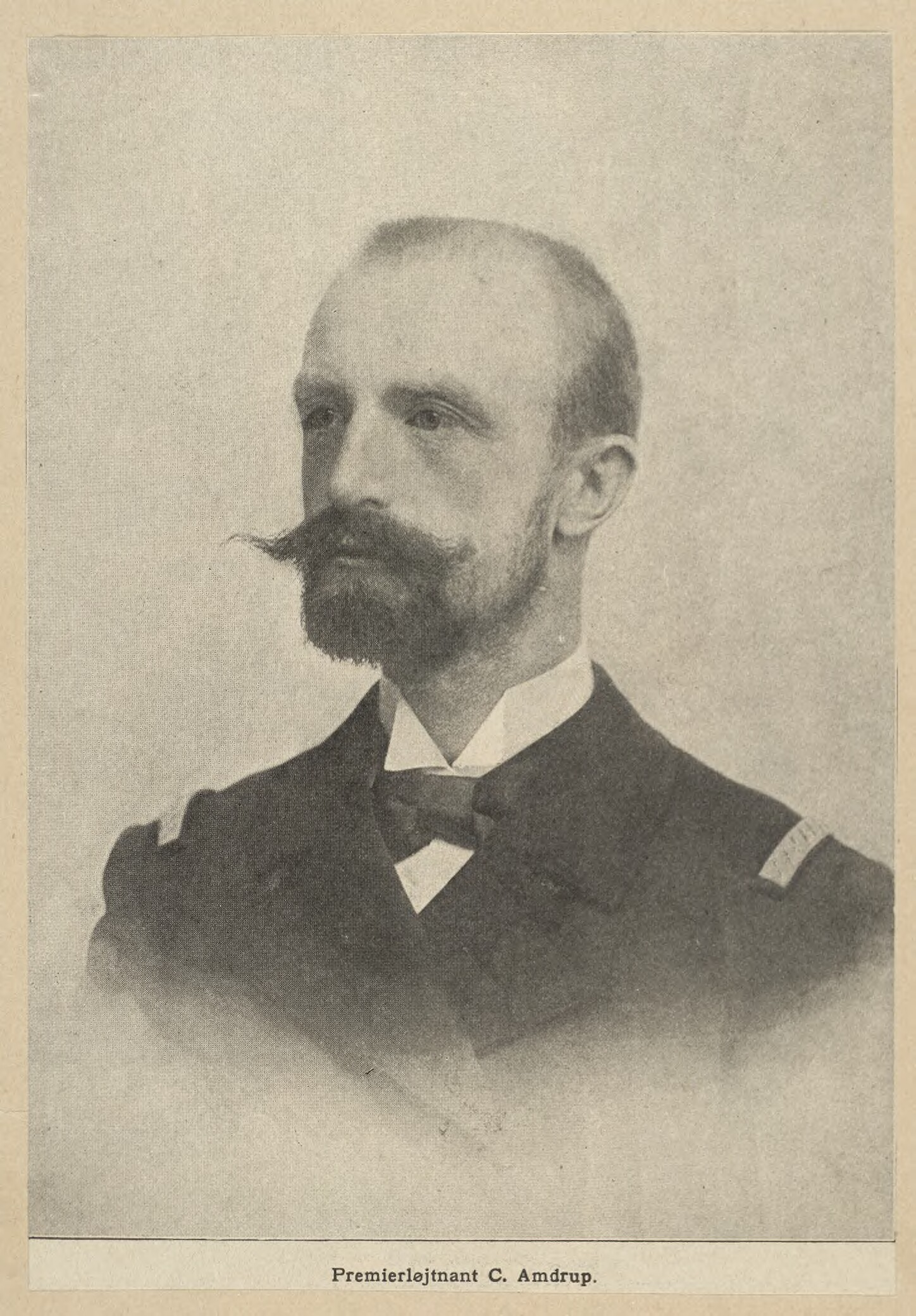
Premierløjtnant (Oberleutnant) C. Amdrup

Georg Carl Amdrup (* 19. November 1866 in Kopenhagen; † 15. Januar 1947 ebenda) war ein dänischer Marineoffizier und Polarforscher.
Er war der Sohn des Büroleiters Carl Emil Amdrup (1825–1910) und dessen Frau Jeanette Georgine Ricard (1840–1874). Er schlug eine militärische Laufbahn bei der dänischen Marine ein und stieg bis 1927 zum Vizeadmiral auf. Von 1906 bis 1916 war er Adjutant des Prinzen Waldemar. Er war Mitglied des Komitees der Danmark-Expedition 1906–1908 und verfasste nach dem tragischen Tod ihres Leiters Ludvig Mylius-Erichsen den Expeditionsbericht. 1932 war er Mitglied der dänischen Delegation am Ständigen Internationalen Gerichtshof in Den Haag, der den dänisch-norwegischen Streit um Ostgrönland 1933 zugunsten Dänemarks entschied.

## Carlsberg-Stiftungs-Expedition nach Ostgrönland

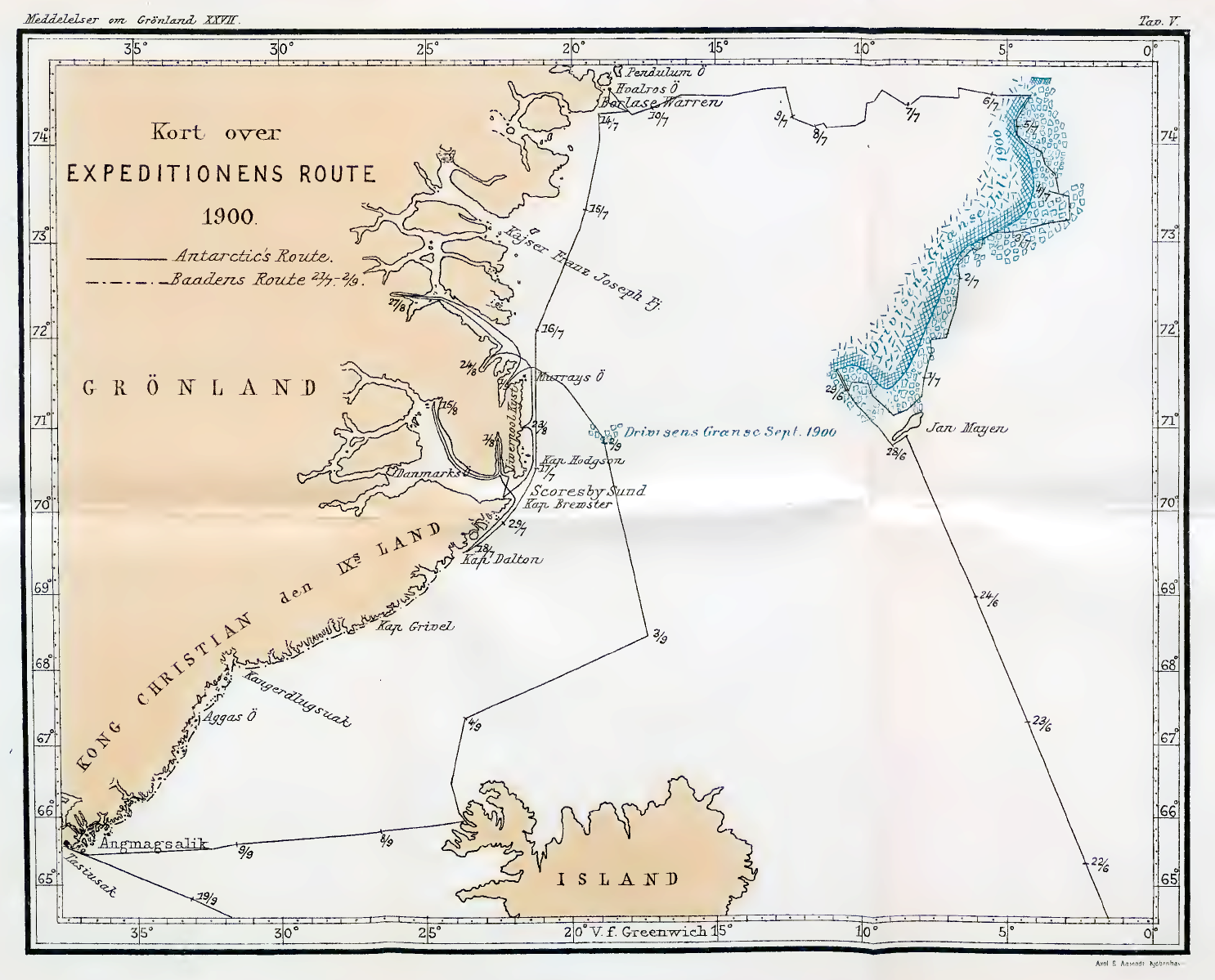
Die Routen der Antarctic und der Aggas auf Amdrups Ostgrönlandexpedition von 1900

1898 bis 1900 leitete er eine von der Carlsberg-Stiftung finanzierte Expedition nach Grönland. Zu dieser Zeit war ein Großteil der Ostküste nur grob vermessen oder noch völlig unbekannt. Zwischen dem 66. und 70. nördlichen Breitengrad klaffte eine etwa 800 km große Lücke, da die Eisdrift des Ostgrönlandstroms in der Dänemarkstraße beschleunigt und verdichtet wird und die Küste deshalb schwer zu erreichen ist. Mehrere Schiffe waren bereits gescheitert. 1833 war die französische Brigg La Lilloise unter Kapitän Jules de Blosseville (1802–1833) hier mit 80 Mann Besatzung spurlos verschwunden.
Amdrup begab sich im Sommer 1898 mit vier weiteren Expeditionsteilnehmern nach Ammassalik, der einzigen Siedlung an der Ostküste Grönlands, wo es seit 1894 eine dänische Handelsstation gab. Im Herbst wurde auf einer Bootsfahrt ein erstes Versorgungsdepot auf der 80 km nördlich gelegenen Insel Depot Ø angelegt. Den Winter verbrachte die Expedition mit erdmagnetischen und astronomischen Beobachtungen und ethnografischen Studien der Inuit-Kultur. Am 21. Juni 1899 startete die zweite Bootstour in nordöstlicher Richtung, um weitere Depots anzulegen und – wenn möglich – den Fjord Kangersertuaq zu erreichen, der nur aus den Erzählungen der Inuit bekannt war. Im ständigen Kampf gegen den südwestlich gerichteten Ostgrönlandstrom, der immer große Eismassen mit sich führt, gelang es Amdrup aber lediglich bis Nualik vorzudringen, etwa 100 km südlich der Mündung des Kangersertuaq. Hier fand er in einem Haus die Leichen von 30 bis 40 Inuit, die Ammassalik 1882 verlassen hatten und deren Schicksal er nun aufklären konnte. Im September kehrte die Expedition nach Kopenhagen zurück.
Am 14. Juni 1900 stach die Expedition erneut in See, diesmal mit einem eigenen Schiff, der Bark Antarctic, die Amdrup dem schwedischen Polarforscher Alfred Gabriel Nathorst abgekauft hatte. Das Expeditionsteam war verstärkt worden. An Bord waren unter anderem Christian Kruuse (1867–1952), Otto Nordenskjöld, Johan Peter Koch und Ejnar Mikkelsen, die später selbst Polarexpeditionen leiten sollten. Die Expedition besuchte zunächst die Sabine Ø, um pflanzliche Fossilien aus dem Tertiär zu sammeln, und fuhr dann nach Süden zum Kap Dalton. Von hier aus erkundete Amdrup mit Mikkelsen und zwei weiteren Männern die Küste in Richtung Südwesten im nur 5,60 m langen offenen Boot Aggas, während die Antarctic, die nun unter dem Kommando des Botanikers Nikolaj Hartz stand, den Küstenverlauf in nördlicher Richtung kartierte. Mit einer Beladung von 1,6 Tonnen, bestehend aus Lebensmitteln für zweieinhalb Monate, einem Zelt, Waffen, Munition, Werkzeug, wissenschaftlichen Geräten usw., ruderten die Männer um Amdrup die Aggas an der Küste entlang und wurden immer wieder von dichten Feldern aus Eisschollen und eingestreuten Eisbergen aufgehalten. In solchen Fällen bestiegen sie küstennahe Anhöhen und in Einzelfällen auch treibende Eisberge, um sich einen Überblick über die Eisverhältnisse zu verschaffen. Nach einer erfolgreichen Fahrt über 730 km erreichte die Gruppe am 2. September Ammassalik und ging dort wieder an Bord der Antarctic. Die kartierte Küste von Kong-Christian-IX-Land war von Amdrup für die dänische Krone in Besitz genommen worden.
Die Expedition brachte neben der Aufklärung des Küstenverlaufs reiche wissenschaftliche Ergebnisse, die in den Folgejahren von verschiedenen Wissenschaftlern in den Meddelelser om Grønland (Bände 27 bis 30, 39 und 40) publiziert wurden. Amdrup erhielt noch im Jahr 1900 die dänische Verdienstmedaille in Gold.

## Familiäres
Georg Amdrup heiratete am 12. Februar 1904 Alma Marguerite Bloch (1883–1917), die Tochter des Malers Carl Bloch. Nach dem frühen Tod seiner Frau schloss er 1933 die Ehe mit Karen Helen Vilhelmine Louise Werner (1890–1950), einer Tochter des späteren Direktors der Lebensversicherungsgesellschaft Hafnia Forsikring.

## Ehrungen
Nach Georg Amdrup sind die folgenden geographischen Objekte benannt:
- die Bucht Amdruphafen, grönländisch Ittoqqortoormiit Kimmut Kangertivat, (70° 28′ N, 21° 54′ W) an der Ostküste Grönlands,[6]
- Amdrupland (80° 47′ N, 15° 22′ W), ein Küstenstrich in Nordostgrönland zwischen Ingolffjord im Süden und Antarcticbucht im Norden,[7]
- die Insel Amdrup Ø, grönländisch Kiataussaq, (74° 44′ N, 57° 32′ W) in der Melville-Bucht, Westgrönland,[8]
- das Amdrup-Hochland (80° 27′ N, 25° 0′ W) an der Spitze des Danmark Fjords in Nordostgrönland,[9]
- der Amdrupfjord, grönländisch Atterteq, (68° 13′ N, 32° 20′ W), ein Nebenfjord des Kangersertuaq in Ostgrönland.[10]

Er erhielt die folgenden Medaillen und Orden:
- dänische Verdienstmedaille in Gold (1900)
- Ritter (1908), Kommandeur Zweiter Klasse (1920), Kommandeur Erster Klasse (1926) und Großkreuz (1928) des Dannebrogordens
- Dannebrogsmänner-Ehrenzeichen (1918)

## Schriften (Auswahl)
- Den østgrønlandske Expedition 1898–99 (PDF; 2,33 MB). In: Geografisk Tidsskrift, Bd. 15, 1899–1900, S. 53–71 (dänisch)
- Plan for den østgrønlandske Expedition (PDF; 364 kB). In: Geografisk Tidsskrift, Bd. 15, 1899–1900, S. 149–151 (dänisch)
- Den østgrønlandske Kystexpedition 1900 (PDF; 364 kB). In: Geografisk Tidsskrift, Bd. 16, 1901, S. 34–54 (dänisch)
- Carlsbergfondets Expedition til Øst-Grønland udført i Aarene 1898–1900. Meddelelser om Grønland, Bd. 27, 1902 (dänisch)
- The former Eskimo setlements on the East coast of Greenland between Scoresby Sund and the Angmagsalik District. In: Meddelelser om Grønland, Bd. 28, 1909, S. 285–328 (englisch)
- Report on the Danmark Expedition to the North-East Coast of Greenland 1906–1908. In: Meddelelser om Grønland, Bd. 41, 1913, S. 1–270 (englisch)